# Irma Thomas
Irma Thomas (Ponchatoula, 18 febbraio 1941) è una cantante statunitense originaria della Louisiana e specializzata in musica soul.
Ha iniziato la sua carriera a New Orleans ad inizio degli anni sessanta ed è conosciuta, appunto, con il soprannome di Soul Queen of New Orleans, la Regina del soul di New Orleans.
Nata con il nome di Irma Lee, contemporanea di Aretha Franklin e Etta James non ha avuto la medesima notorietà delle due colleghe, soprattutto in termini di successo commerciale. Nel 2007 ha vinto il Grammy Award per il miglior album blues contemporaneo per After the Rain e per i meriti musicali acquisiti, dall'aprile dello stesso anno, il suo nome figura fra quello delle celebrità della Louisiana Music Hall of Fame.

## Biografia
Da bambina suonava nel coro della chiesa battista e a tredici anni tenne un'audizione per la Specialty Records. A diciannove anni era stata sposata già due volte ed aveva già quattro figli (rimase incinta del primo quando aveva appena quattordici anni).
Con il nome del secondo ex-marito iniziò a lavorare come cameriera a New Orleans, esibendosi occasionalmente con cantante del bandleader Tommy Ridgley il quale la aiutò a registrare un disco per l'etichetta locale Ron Records. Il suo primo singolo si intitolava (You Can Have My Husband but) Don't Mess with My Man, distribuito nella primavera del 1960, che raggiunse la posizione n. 22 delle classifiche di vendita di dischi rhythm and blues stilata da Billboard.
Iniziò quindi a registrare per la Minit Records, lavorando con il cantautore e produttore discografico Allen Toussaint sulle canzoni It's Raining e Ruler of my Heart, che sarebbe poi stata interpretata da Otis Redding con il titolo di Pain In My Heart.

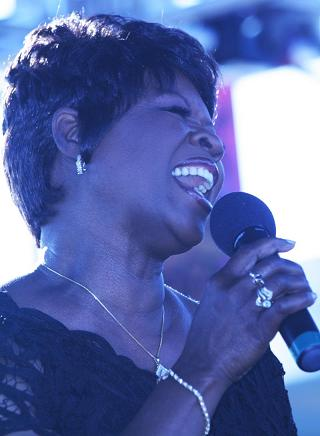
Irma Thomas in concerto nel 2008

Nel 1963 la Imperial Records incorporò la Minit Records e lanciò sul mercato discografico Thomas con una serie di brani di successo: I Wish Someone Would Care (il suo maggiore hit in campo nazionale), con il lato B Break-a-Way (poi inciso in cover da Tracey Ullman ed altri cantanti), Anyone Who Knows What Love Is e Time Is on My Side, già incisa da Kai Winding e divenuta poi un successo di vendite nella versione dei Rolling Stones). Anyone Who Knows What Love Is riacquisterà una nuova popolarità negli anni duemiladieci, in quanto riproposta in diversi episodi della serie TV Black Mirror.
Sebbene i suoi primi quattro singoli per la Imperial abbiano raggiunto le pop chart di Billboard, le successive incisioni hanno avuto minor successo. Tuttavia, ha inciso ancora singoli con buoni esiti soprattutto nel biennio 1967-1968 (fra gli altri, per la Chess Records, il brano di Otis Redding Good To Me, piazzatosi nelle classifiche R&B. Si è trasferita quindi in California dove ha continuato a incidere per etichette minori prima di tornare in Louisiana dove, all'inizio degli anni ottanta, ha aperto un proprio locale, il Lion's Den.
Dopo diversi anni senza incidere dischi, Thomas ha firmato un contratto con la Rounder Records e nel 1991 ha avuto una prima nomination ai Grammy per Live! Simply the Best, registrata a San Francisco. Sull'onda di questo successo ha inciso poi altri album di gospel. Anche l'album Sing It! è andato in nomination ai Grammy del 1999.
Thomas continua ad esibirsi in concerto partecipando annualmente al New Orleans Jazz and Heritage Festival.  È stata Queen of the Krewe du Vieux dell'anno 1998 per la stagione del New Orleans Mardi Gras. Poiché l'uragano Katrina ha fortemente danneggiato il suo club di New Orleans, Thomas si è trasferita per qualche tempo a Gonzales, una città ad un centinaio di chilometri da New Orleans.

## Discografia

### Brani principali incisi
- "(You Can Have My Husband But) Don't Mess with My Man" (#22 R&B, 1960)
- "Cry On" (1961)
- "I Done Got Over" (1962)
- "It's Raining" (1962)
- "Somebody Told You" b/w "Two Winters Long"(1962)
- "Pain in my heart" (1963)
- "Wish Someone Would Care" (#17 pop, 1964) b/w "Break-A-Way"
- "Anyone Who Knows What Love Is (Will Understand)" (#52 pop, 1964, con Time Is on My Side)
- "Times Have Changed" (#98 pop, 1964)
- "He's My Guy" (#63 pop, 1964)
- "You Don't Miss a Good Thing" (#109 pop, 1965)
- "I'm Gonna Cry Till My Tears Run Dry" (#130 pop, 1965)
- "Take a Look" (#118 pop, 1965)
- "It's a Man's-Woman's World" (#119 pop, 1966)
- "Good to Me" (#42 R&B, 1968)

### Album
- 1964 – Wish Someone Would Care (Imperial Records, LP-9266/12266)
- 1966 – Take a Look (Imperial Records, LP-9302/12302)
- 1973 – In Between Tears (Fungus Records, FB-25150)
- 1977 – Live (Island Records, Help 29)
- 1978 – Soul Queen of New Orleans (Maison de Soul Records, LP 1005)
- 1980 – Safe with Me (RCS Records, RCS-A-1004)
- 1981 – Hip Shakin' Mama (Charly Records, CRM 2019) Live 1975
- 1986 – The New Rules (Rounder Records, R-2046)
- 1988 – The Way I Feel (Rounder Records, R-2058)
- 1992 – True Believer (Rounder Records, CD 2117)
- 1993 – Walk Around Heaven: New Orleans Gospel Soul (Rounder Records, CD 2128)
- 1993 – Turn My World Around (Shanachie Records, 9201)
- 1997 – The Story of My Life (Rounder Records, 2149)
- 1998 – Sing It! (Rounder Records, 2152) con Marcia Ball & Tracy Nelson
- 2000 – My Heart's in Memphis - The Song of Dan Penn (Rounder Records, 2163)
- 2006 – After the Rain (Rounder Records, 11661-2186-2)
- 2008 – Simply Grand (Rounder Records, 11661-2202-2 )

### Raccolte
- 1979 – Irma Thomas Sings (Bandy Records, LP 700003)
- 1983 – Time Is on My Side (Kent Records, KENT 010)
- 1984 – Down at Muscle Shoals (Chess Records, PLP 6013)
- 1986 – Break-A-Way: The Best of Irma Thomas (EMI America Records, ST 17213)
- 1989 – Ruler of Hearts (Charly R&B Records, CD CHARLY 195)
- 1990 – Something Good - The Muscle Shoals Sessions (Chess Records, CHD 93004)
- 1991 – Live! Simply the Best (Rounder Records, CD 2110)
- 1991 – Wish Someone Would Care (Liberty Records, TOCP-6590)
- 1992 – Time Is on My Side: The Best of Irma Thomas, Volume 1 (EMI Records, CDP 97988)
- 1996 – Sweet Soul Queen of New Orleans: The Irma Thomas Collection (Razor & Tie Records, RE 2097-2)
- 2001 – If You Want It Come and Get It (Rounder Records, 11582)
- 2004 – Straight from the Soul (Stateside Records, 579 9652)
- 2006 – A Woman's Viewpoint: The Essential 1970s Recordings (Kent Soul Records, CDKEND 260)
- 2007 – Two Phases of Irma Thomas (S.D.E.G. Records, SEDG 1963)
- 2014 – Full Time Woman (The Lost Cotillion Album) (Real Gone Music, RGM-0224) Raccolta di singoli pubblicati dalla Cotillion nel 1971

### Partecipazioni
- 1993 B. B. King, Blues Summit (MCA Records, MCAD 10710, duetto in "We're Gonna Make It")
- 2005 Various Artists/I Believe To My Soul (Rhino Records, R2 73189)
- 2005 Various Artists/Our New Orleans 2005, A Benefit Album (Elektra/Nonesuch, 79934-2)
- 2006 The New Orleans Social Club/Sing Me Back Home (Burgundy Records, 82876 80589 2)

## Filmografia
- 2006 New Orleans Music in Exile

## Curiosità
- Il brano Anyone Who Knows What Love Is (Will Understand) compare più volte nella serie TV Netflix Black Mirror.